# Juntura
Juntura – jednostka osadnicza w Stanach Zjednoczonych, w stanie Oregon, w hrabstwie Malheur.